# Aeropuerto de Nelson
El Aeropuerto de Nelson (Māori: Te Papa Waka Rererangi o Whakatū) (IATA: NSN, OACI: NZNS) está localizado 6 km al suroeste del centro de Nelson, Nueva Zelanda, en el suburbio de Annesbrook. Aproximadamente 1.2 millones de pasajeros y visitantes utilizan la terminal de aeropuerto anualmente. El número de pasajeros par el 2017 año financiero eran 1,000,373, arriba de 865,203 en 2016.
Es el sexto aeropuerto más ocupado en Nueva Zelanda por número de pasajeros y el séptimo por movimiento de aeronaves, además de ser el aeropuerto más ocupado de Nueva Zelanda sin ningún servicio internacional programado. El aeropuerto tiene una sala de espera de Air New Zealand.

## Historia

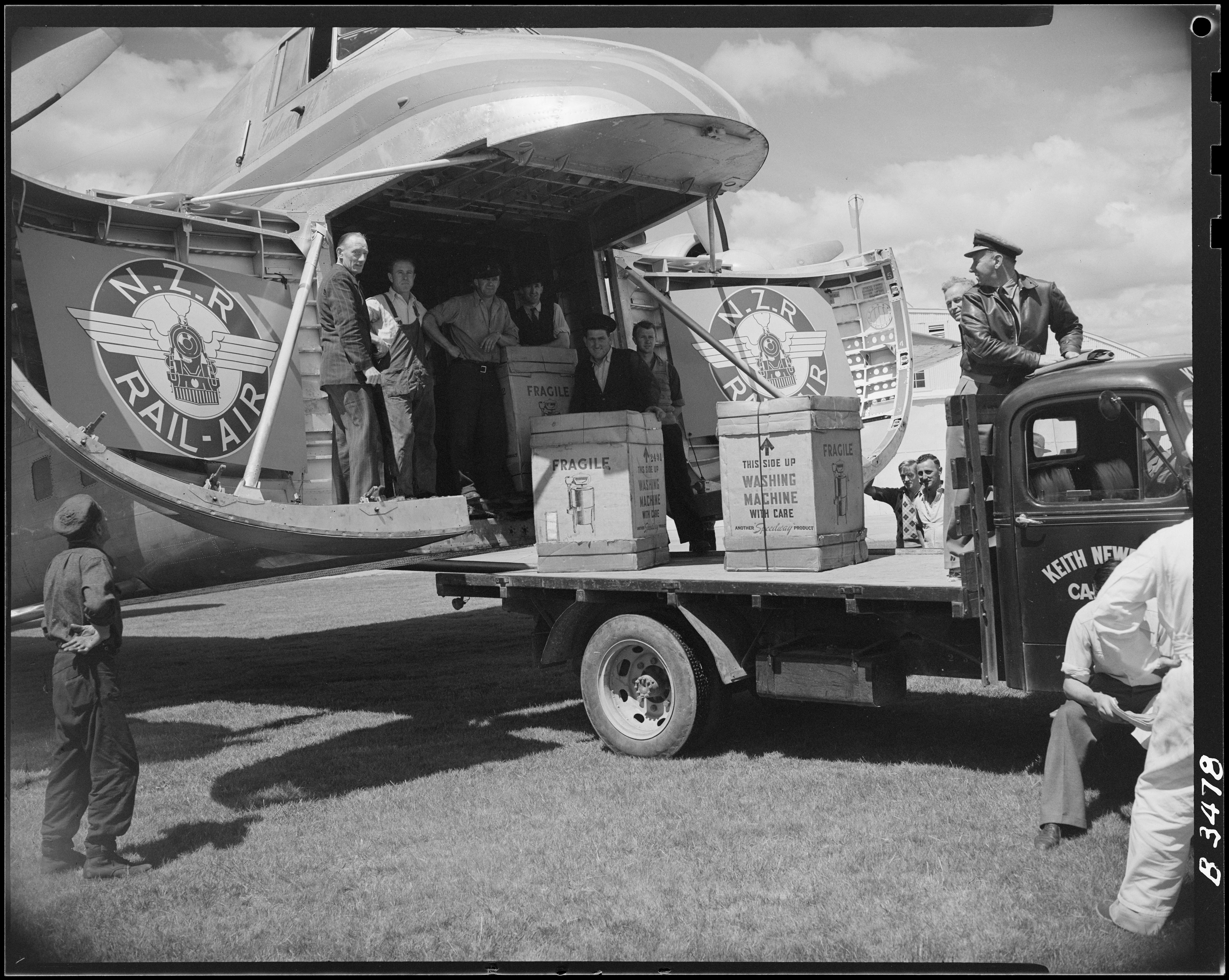
Bristol 170 Freighter descargando en Nelson, 5 de noviembre de 1952

La construcción del Aeropuerto de Nelson comenzó en 1937. En 2006, el aeropuerto recibió el estatus de aeropuerto internacional restringido y ha manejado aviones privados internacionales desde entonces. El aeropuerto realiza alrededor de 60 vuelos comerciales por día. El recinto del aeropuerto alberga 35 empresas aeronáuticas y de apoyo.

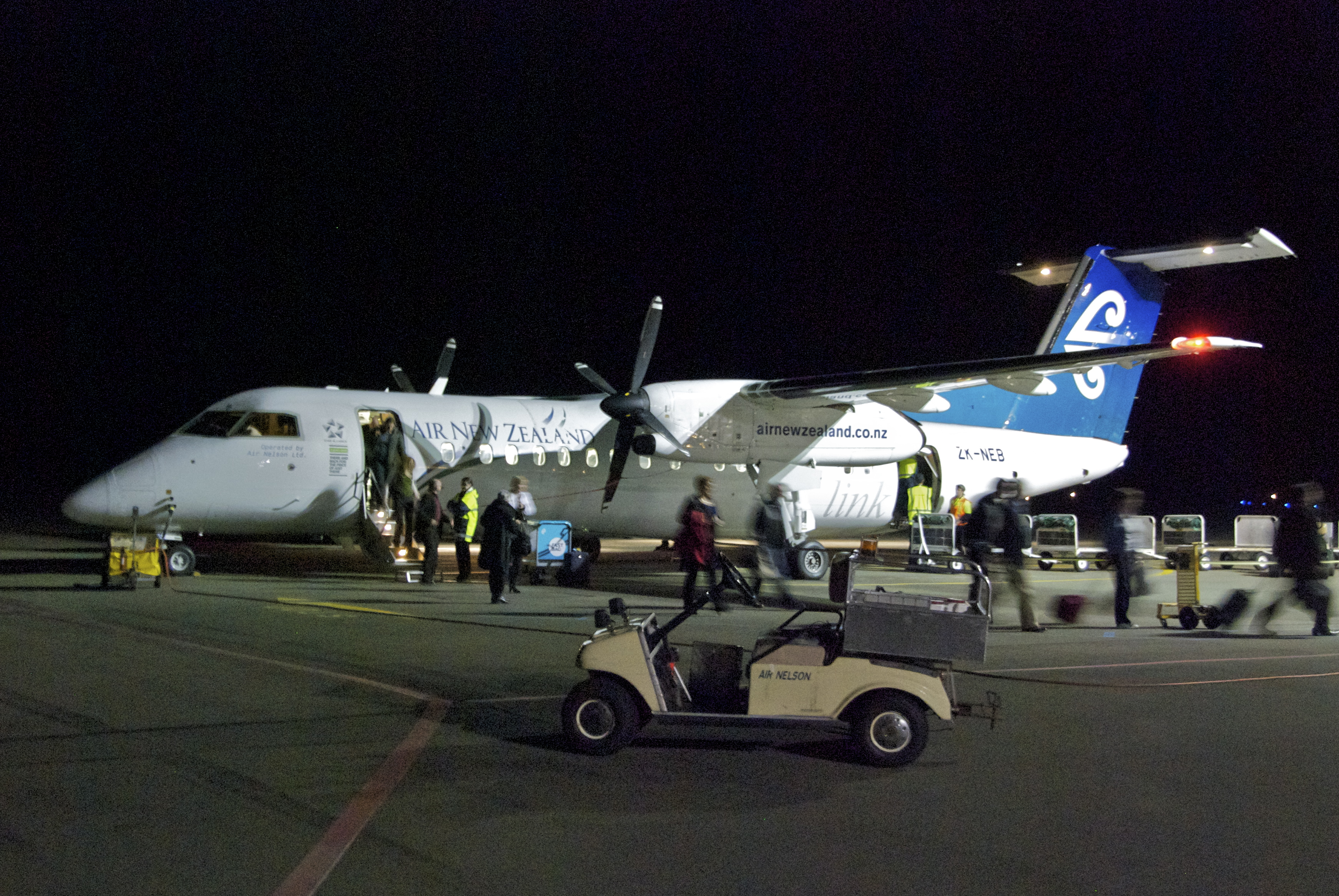
Un Dash 8 de Air NZ Link en el aeropuerto de Nelson, 2012

El Aeropuerto de Nelson es la base de Air Nelson que opera bajo la pancarta de Air NZ Link, el cual opera una flota de 23 Bombardier Dash 8 Q300s en rutas aéreas nacionales. Air New Zealand, la aerolínea matriz de Air Nelson, expandió su base en Nelson, invirtiendo 30 millones de dólares para desarrollar la ingeniería y talleres técnicos. Air New Zealand luego anunció que las instalaciones de mantenimiento de Air Nelson también manejarían la flota de aviones subsidiarios de Mount Cook Airlines de ATR 72-600.

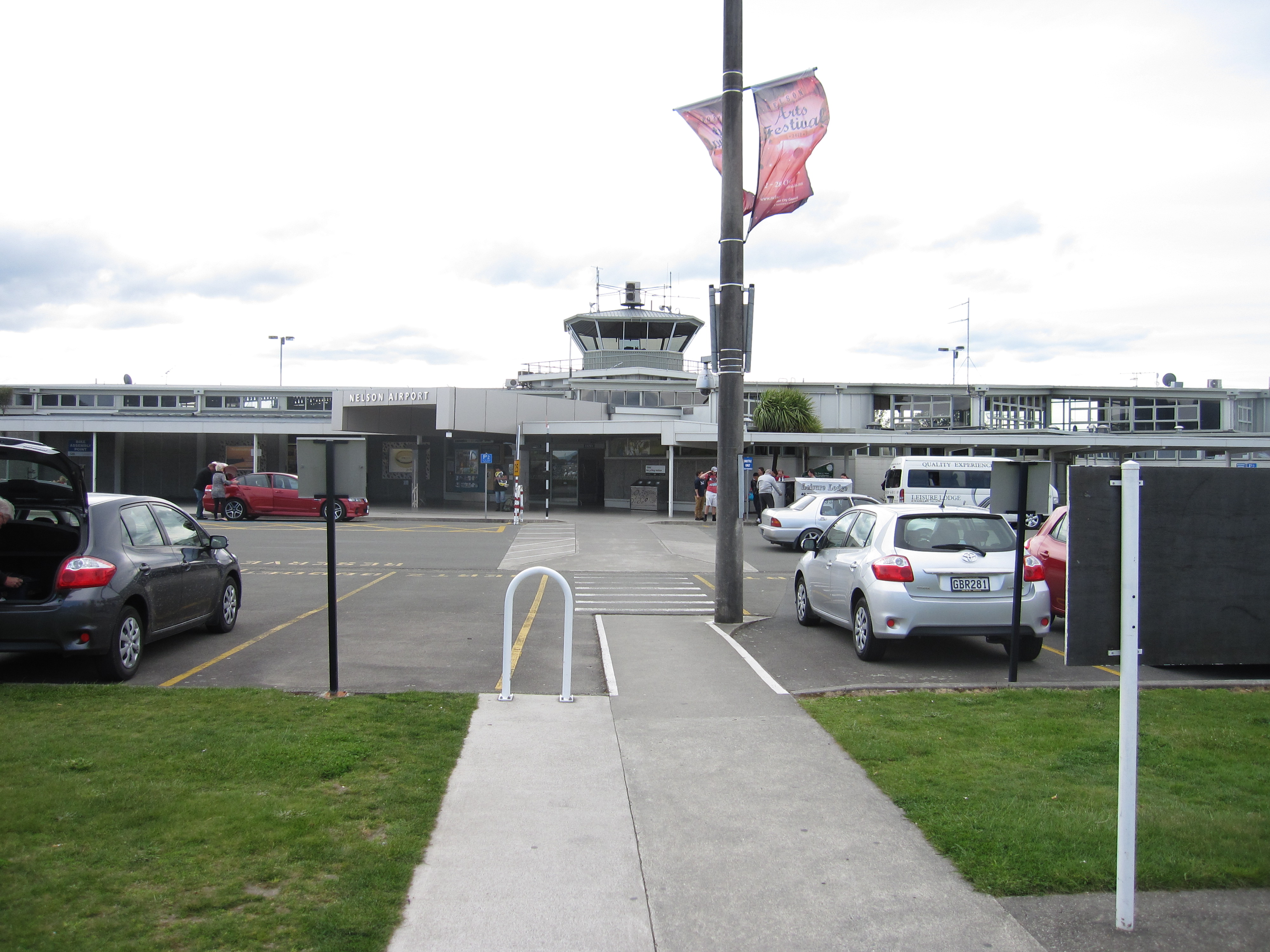
La anterior terminal del Aeropuerto de Nelson, 2012

En 2014, el Consejo de la Ciudad de Nelson estimó que la terminal principal del aeropuerto de Nelson es un riesgo ante terremotos y es culpa de una posible licuefacción. Al aeropuerto se le concedieron 10 años para mejorar la terminal para cumplir los estándares de construcción. El 8 de septiembre de 2015 la administración de Aeropuerto de Nelson decidió reconstruir la terminal en vez de renovar las instalaciones existentes. También se anunció que debido al aumento de la actividad de las aerolíneas, se estimó un crecimiento en el flujo de pasajeros en los próximos dos años. Se estimó que a finales de 2017 podría haber más de 1 millón de pasajeros por año y más de 300 vuelos por semana en el aeropuerto.
El 6 de diciembre de 2017, el aeropuerto inauguró 270 nuevas plazas de aparcamiento y un nuevo brazo de barrera de salida ubicado cerca del hangar de Air New Zealand en Trent drive para ayudar con el flujo de tráfico durante la fase de desarrollo y expansión.

## Aerolíneas y destinos
| Aerolíneas      | Destinos                               |
| --------------- | -------------------------------------- |
| Air New Zealand | Auckland, Christchurch, Wellington     |
| Golden Bay Air  | Karamea, Takaka                        |
| Originair       | Hamilton, Palmerston North, Wellington |
| Sounds Air      | Kapiti Coast, Wellington               |